# Marcelinho Machado
Marcelo Magalhães Machado, mais conhecido como Marcelinho Machado, ou simplesmente Marcelinho (Rio de Janeiro, 12 de abril de 1975), é um ex-jogador de basquetebol brasileiro que atuava como ala-armador. Seu último clube foi o Flamengo. Foi o Primeiro atleta Brasileiro em esportes coletivos a conquistar o tricampeonato nos Jogos Pan-Americanos, sendo até hoje o único. Atualmente atua como comentarista no canal da Globosat, Sportv.
Em 2010, entrou para a história do basquetebol brasileiro ao fazer 63 pontos em uma partida do NBB, tornando-se, assim, o jogador com mais pontos em um jogo no Campeonato Brasileiro.
Em 2014, entrou para a história do basquetebol como o jogador que mais vezes participou de um Campeonato Mundial da categoria. Com 5 participações no torneio - 98/02/06/10/14 - ele se igualou ao porto-riquenho Jerome Mincy (o recordista anterior), presente de 1986 a 2002.
Outras conquistas relevantes na sua carreira incluem: 1x MVP da FIBA AmeriCup (2005), 1x MVP da FIBA Americas League Grand Finals (2014), 1x MVP da Liga Sudamericana de Básquetbol (2009), 2× MVP do NBB (2009, 2010), 2× NBB All-First Team (2009, 2010), 2× NBB Fan's Player of the Year (2009, 2010), 1x escolhido como "6o Jogador NBB" (2016), 5× NBB All-Star (2009–2012, 2014, 2017), 1x MVP do NBB All-Star Game (2010), e 2× campeão do torneio de 3 pontos do NBB (2014, 2015)

## Carreira
Marcelinho, que atua na posição de ala-armador, fez parte ativamente da Seleção Brasileira de Basquetebol após a era Oscar Schmidt. 
Tricampeão Pan-americano, MVP da Copa América de 2005 e capitão da Seleção Brasileira de Basquete, Marcelinho foi contratado pelo Flamengo aos 33 anos, como maior reforço da equipe rubro-negra para a temporada 2007/2008, com o intuito de ajudar o Clube a conquistar o inédito título Nacional na modalidade. Marcelinho atuará ao lado de seu irmão Duda, que foi campeão nacional na temporada 2006/2007 pelo Universo/Lobos Brasília. O outro irmão de Marcelo, Ricardo, também estará com ele na Gávea. É o fisioterapeuta da equipe. Ou seja, o jogador estará em casa. Os  três irmãos são sobrinhos do ex-jogador de basquete Sérgio Toledo Machado, o "Macarrão".
Até porque o famoso camisa 4 começou sua carreira, ainda muito jovem, no próprio Flamengo. Depois, passou por clubes como Fluminense, Botafogo, Tijuca, Corinthians (RS), Rimini Crabs (ITA), Alerta Lobos Cantabria (ESP), Telemar/Rio de Janeiro e Unitri/Uberlândia. Na temporada de 2006, antes de vir para o Flamengo, estava no Žalgiris Kaunas, da Lituânia. Pela Seleção, já conquistou o tricampeonato Pan-americano e o bicampeonato sul-americano.

### NBA
Em 1997 Marcelo foi elegível para o Draft da NBA porém não foi Draftado, novamente em 2001 ganhou chances de treinar no Vancouver Grizzlies e no Chicago Bulls, O ala ainda jogava no Botafogo porém desistiu de fazer teste, disse que seu principal objetivo é se firmar na seleção brasileira. Por isso, havia pedido para seu agente, o espanhol Artur Ortega, que o período de testes nos EUA não excedesse uma semana. Cada equipe, no entanto, queria ter o jogador nos campos de treinamento por dez dias. Caso fosse aos EUA, o ala-armador estaria fora do Sul-Americano, foi disputado em Valdivia (Chile), de 20 a 29 de julho. Marcelinho admitia contatos também com Los Angeles Lakers do seu ídolo Magic Johnson.
Após quase quatro anos na Europa, onde atuou em equipes da Itália e da Espanha, o jogador retornou ao Brasil em 2004 e foi o principal responsável pela conquista do título nacional pelo Telemar, do Rio de Janeiro.
Ja em 2005 foi eleito MVP da Copa América e o interessado Cleveland Cavaliers de Anderson Varejão e LeBron James o chamou para 4 dias de testes, ele tinha 30 anos teria recebido uma oferta de contrato por um ano, recebendo o piso salarial da NBA, que é de US$ 398.790,00 por temporada, sujeito a descontos e impostos. Mas, apesar de não revelar, Marcelinho contaria com outras propostas mais vantajosas financeiramente.

### Telemar (2004 - 2005)
Em 2004 a Telemar fez um projeto ousado com o basquete nacional, contratou Oscar Schmidt para dirigente e ao lado de outros jogadores Machado foi contratado para ser a peça principal do time, o resultado veio no ano seguinte o time terminou a ttemporada regular com 30-5(vitórias-derrotas) e nos playoffs Marcelinho quase sempre nas vitórias brilhantes da Telemar beirou ou ultrapassou os 40 pontos. Na final foi desputada entre a Telemar e Uberlândia de Valtinho, Helinho e Rogério Klafke vice cesttinha da fase regular com 26.2 de avarage somente atrás de Marcelinho com 27.1, a série foi vencida por 3 a 1 pela Telemar.

### Flamengo (2007)
Marcelinho foi contratado pelo Flamengo aos 33 anos, como maior reforço da equipe rubro-negra para a temporada 2007-2008, com o intuito de ajudar o Clube a conquistar o inédito título Nacional na modalidade. Marcelinho atuará ao lado de seu irmão Duda, outro dos destaques da equipe rubro-negra, e que foi campeão nacional na temporada 2006-2007 pelo Brasília. O outro irmão de Marcelo, Ricardo, também estará com ele na Gávea. É o fisioterapeuta da equipe. Ou seja, o jogador estará em casa. Marcelinho assinou na época o contrato com a equipe da Gávea até 2009. Foi o principal personagem da conquista do tricampeonato estadual na modalidade.
No dia 8 de Abril em 2008, contra o Boca Juniors pelo segundo jogo das semifinais da Liga Sul-Americana, o jogador atingiu a marca de 1000 pontos com a camisa do Flamengo, tudo em menos de uma temporada.

#### 2007-08
A chegada de Marcelinho para o Flamengo criou muita expectativa em torno da equipe, que nunca havia vencido o Campeonato Brasileiro de Basquete, nem mesmo no Oscar Schmidt Época. Juntamente com Marcelinho, chegou à equipe de seu irmão, o guarda Duda Machado, o guarda Hélio Lima e outros jogadores importantes.
Machado levar a equipe a uma campanha de um derrota na temporada regular. Além disso, ele marcou 46 pontos em um jogo, que o registro nessa temporada, e fez avarages de 24,4 pontos por jogo e 2,9 roubos de bola por jogo. Ao lado de Duda, Hélio, o centro Fernando Coloneze eo poder avançar Jefferson William, Marcelinho levar o Flamengo para a final, contra o campeão da temporada anterior, Brasília, que se tornaria o maior rival do Flamengo no cenário nacional.
Na série final, o Flamengo venceu por 3-0 e conquistou o seu primeiro título nacional.

#### 2008-09
Em 28 de janeiro de 2009, ele foi o primeiro jogo da história disputada do NBB , entre Flamengo e Pinheiros. Marcelinho fez uma grande partida, com 36 pontos na vitória por 90-89, em particular, no duelo com o Pinheiros ' frente Marquinhos , seu companheiro de equipe na seleção do Brasil. Dois dias depois, Machado fez 31 pontos e 4 roubos de bola na vitória de 96-87 contra o Paulistano.
Mantendo a base da equipe campeã da temporada anterior, o Flamengo adquiriu o controle de uma teamate importante Marcelinho: o antigo centro NBA Rafael "Baby" Araújo.
No dia 1 º de março de Marcelinho fez 30 pontos e 5 assistências, e levou a equipe a uma vitória 103-97 sobre Bauru, com 36 pontos de eficiência . Em 22 de abril , Machado quase conseguiu um duplo-duplo, com 25 pontos e 7 assistências, levando o Flamengo ao grande diferença em pontos, com um 99-49 ein mais de Saldanha da Gama.
No midle da temporada, Marcelinho foi escolhido para o NBB All-Star Game como o jogador mais votado. Ele marcou 25 pontos, mas sua equipe não ganhar o jogo.
Marcelinho levou seu time a 27 vitórias seguidas, o maior da história do NBB, até a derrota no jogo NBB 2 das finais, contra o Brasília. No jogo 5, Baby entrou em uma briga com um dos jogadores de Brasília e foi excluído do jogo. Dessa forma, equipado Marcelo decide assumir a responsabilidade pelo Flamengo. Isso aconteceu , quando Marcelinho marcou 27 pontos e, ao lado de seus companheiros de equipe, ganhou o primeiro NBB na história, depois de 76-68 vitória.
No final da temporada, venceu o NBB Marcelinho Top Scoring Award, o prêmio de MVP NBB e foi escolhido para o NBB All- First Team.

#### 2009-10
Logo no primeiro jogo da temporada 2009-10 NBB , Marcelo mostrou porque foi escolhido o MVP da temporada anterior. Ele marcou 39 pontos contra o Vila Velha Cetaf, na vitória por 99-70 , em 1 º de novembro de 2009. Flamengo tinha assinado o Pivô Guilherme Teichmann, do Limeira, para substituir Rafael Araújo, que tinha ido para Paulistano .
Em 22 de janeiro de 2010, Marcelinho marcou 28 pontos e 5 roubos de bola , com 33 de eficiência, contra Bauru e Flamengo por 107-90 . Dois dias depois, ele marcou 45 pontos, 3 assistências e cinco roubos de bola, fazendo incríveis 49 pontos de eficiência, contra Assis . Em 5 de fevereiro de 2010, no primeiro jogo do segundo turno, contra o Vila Velha Cetaf, o centro Manuil , do Vila Velha, deu uma cotovelada em Duda, que desmaiou na quadra. Foi o que aconteceu no início do 4 º trimestre, quando o Flamengo estava vencendo por 74-60. Manuil alegou que Duda atacou duas vezes antes , protegendo Marcelo.
Em 18 de Fevereiro de 2010, a LNB anunciou as equipes para o NBB All- Star Game , realizado em Uberlândia. Marcelinho foi escolhido como uma das entradas , como na temporada passada . Três dias depois , a equipe de Machado venceu o All-Star Game , com Marcelo marcando 38 pontos e sendo escolhido o All- Star Game MVP.

##### 63 pontos em um jogo
No dia 7 de março de 2010, contra o São José na vitória por 101-89 pela quinta rodada do segundo turno do Novo Basquete Brasil de 2009-10, o ala alcançou a incrível marca de 63 pontos, quebrando o recorde de pontos em nacionais de basquete do país. O recorde anterior era a marca de 59 pontos e pertencia ao lendário Oscar Schmidt, obtido no dia 4 de abril de 1999 além de estabelecer ainda o recorde de cestas de três pontos numa só partida: 16 - contra as 14 de Oscar - em 21 tentativas. Na NBA, superaria a marca de 14 cestas, façanha alcançada por Klay Thompson, em 24 tentativas. Sobre o recorde disse:
“Outro dia, estava assistindo a um jogo da NBA com a minha esposa e passou uma reportagem sobre os 81 pontos que o Kobe Bryant marcou uma vez. Apareciam os lances e ele comentava, aí eu falei brincando com ela que, num dia inspirado, de repente eu chegava aos 50 pontos. Hoje fui muito feliz, e esse recorde foi fruto do ótimo trabalho da nossa equipe.”
Na série semifinal dos playoffs , Marcelinho foi o responsável pela classificação do Flamengo para as finais , com uma cesta de trios faltando 5 segundos para o fim do jogo 4 . Na final, contra o Brasília mais uma vez , Marcelinho enviar um e seus companheiros de equipe não poderia evitar título de seus rivais , após uma série 3-2 para Brasília. Mas , apesar desta derrota Marcelo ganhou o NBB Top Scoring Award, o prêmio de MVP NBB e foi escolhido para o Seleção do NBB, pela segunda vez.

#### 2010-11 A temporada de duplo-duplo
O NBB 2010-2011 temporada (NBB 3) começou da mesma forma: em 17 de novembro de 2010, Marcelo marcou 28 pontos, 5 assistências e 5 roubos de bola contra o Vila Velha , vencendo por 90-70. Quatro dias depois, o Flamengo obteve a maior diferença de pontos na história do NBB , na vitória por 112-58 contra CECRE / Vitória. Marcelinho fez um duplo-duplo, com 33 pontos e 10 assistências.
Em 3 de dezembro de 2010, e 25 de janeiro de 2011, ele quase fez outros dois duplos duplos nos 91-74 e 99-86 vitórias sobre Assis e Araraquara, quando marcou 39 pontos e 8 assistências e 43 pontos e 8 assistências, respectivamente.
Em 12 de dezembro de 2010, Marcelo fez outro - double double na derrota 90-88 contra Pinheiros, com 30 pontos e 10 rebotes. Em 7 de janeiro de 2011, outro - double double contra o Joinville, com 27 pontos e 11 rebotes, e uma vitória 85-78. E, finalmente, em 27 de março de 2011, o último duplo-duplo contra Brasília, com 27 pontos e 11 rebotes, na vitória por 93-80.
Nos playoffs, Marcelinho levou o Flamengo para as semifinais , depois de uma série 3-1 contra Bauru. Marcelinho teve um avarage de 24 pontos nessa série. Mas na série semifinal, o Flamengo foi eliminado por Franca, depois de 3 jogos. Marcelinho marcou 32 pontos no jogo 1, 40 pontos no jogo 2, e 27 pontos no jogo 3. Nesse jogo, ele se envolveu em uma confusão com o armador do Franca Fernando Penna . Tudo começou quando Penna passou a bola entre as pernas de David Teague a frente para escapar de sua marcação . Marcelinho não gostou e disse que Penna desrespeitado seu companheiro de equipe, mas, na verdade, Fernando usou um recurso para poder ultrapasar o seu adversário.
Ainda na mesma temporada, em 26 de janeiro de 2011, Machado foi novamente escolhida como partida do Jogo das Estrelas NBB, para defender NBB Brasil, a equipe formada por jogadores brasileiros. No final da temporada, Marcelinho voltou a vencer o NBB Prêmio Top de pontuação, mas ele não escolhido para o Seleção do NBB.

#### 2011-12 A segunda queda nas semifinais
No 2011-2012 NBB temporada ( NBB 4), Machado só começou a jogar no terceiro jogo do Flamengo na temporada, devido a sua suspensão por causa da briga com Fernando Penna. Nesse jogo , realizado em 24 de novembro de 2011, contra o Minas, ele marcou 26 pontos e 5 assistências .
Dois dias depois, Marcelinho estava perto de marcar seu primeiro triple-double no NBB, contra o Brasília, com 25 pontos, 9 rebotes e 8 assistências , na vitória por 110-72. Em 10 de dezembro de 2011, outro duplo-duplo, com 23 pontos e 13 assistências na vitória por 101-98 sobre São José.
Em 3 de março de 2012, Machado marcou 34 pontos e 5 rebotes contra Vila Velha Cetaf, e Flamengo venceu por 72-60. Em 8 de março de 2012, Marcelinho substituído Marquinhos na equipe titular do NBB Brasil no Jogo das Estrelas NBB, devido a uma lesão sofrida pelo Pinheiros ' para a frente. Ele marcou 7 pontos em 17 minutos em seu quarto Jogo das Estrelas.
Nos playoffs , Machado, ao lado de seus companheiros de equipe Caio Torres, Federico Kammerichs e David Jackson eliminado Uberlândia após cinco jogos , alcançando as semifinais pela quarta vez. Mas, como a temporada anterior, o Flamengo caiu nas semifinais, desta vez contra o São José, por 3-2.
Marcelinho terminou a temporada com um avarage 20,6 pontos, seu menor avarage desde o início do NBB.

#### 2012-13 Temporada lesionado, segundo NBB do Flamengo
Para a temporada 2012-2013 NBB (NBB 5), o Flamengo montou uma super-equipe, contratando jogadores como Marquinhos e Olivinha, do Pinheiros, Vítor Benite, do Limeira, Kojo Mensah e Shilton, de Joinville, e Gegê, do Tijuca, além de manter jogadores como Caio Torres e Duda Machado. O objetivo era ganhar NBB, título que estava longe de ser Gávea três temporadas.
Mas Logo na primeira partida do NBB, diante do Vila Velha Cetaf, Marcelinho rompeu o ACL, o que o manteve fora das quadras em todo o resto da temporada. Em janeiro de 2013, o Flamengo contratou o paraguaio de Bruno Zanotti para substituir Marcelinho, que viu a sua equipa vencer o NBB 2012-13 no final da temporada.

#### 2013-14 O Retorno - Atualmente
Em 30 de novembro de 2013, Marcelinho voltou aos tribunais contra Paulistano. Ele jogou 21 minutos e marcou 19 pontos na vitória 80-58 . Ele também marcou 19 pontos contra o Espírito Santo Cetaf, ex- Vila Velha, a quem venceu por 77-60 Flamengo. Em 19 de dezembro de 2013, Marcelinho ajudou seus companheiros de equipe, com 16 pontos, liderados por um Olivinha inspirada, que marcou 18 pontos e 16 rebotes, para vencer o líder Limeira, em Limeira, por 88-67. Dois dias depois, ele marcou 21 pontos contra Bauru e Flamengo, novamente liderada por Olivinha , venceu por 96-94.
Em 7 de janeiro de 2014, o Flamengo jogou contra o Macaé Basquete no primeiro jogo na história do NBB entre as equipes de ambos. Foi também a primeira vez que Marcelinho Machado jogou contra seu irmão, Duda Machado, que havia assinado com a Macaé no início da temporada, ea primeira vez que Duda Machado jogou contra a equipe que ele defendeu por sete temporadas.
Flamengo venceu por 79-69 e Marcelinho marcou 18 pontos e 4 rebotes, mas Duda teve a maior pontuação, com 29 pontos.
Marcelinho acabou se tornando um dos maiores, ou talvez, o maior ídolo da história do Basquete Rubro Negro, em 2015 seu nome foi incluído no Hall de Lendas do Flamengo.
Em julho de 2017 Renovou seu contrato com o Flamengo por 1 ano e anunciou que vai se aposentar ao fim da temporada 2017-18.

## Estatísticas
| † | Denota temporadas em que equipe de Marcelo ganhou um campeonato da NBB |
|   | Líder da liga                                                          |

### Temporada regular do Campeonato Nacional
| Ano      | Equipe   | PJ | MPJ  | 2P   | 3P   | LL   | RT  | AS  | BR  | TO | PPJ  |
| -------- | -------- | -- | ---- | ---- | ---- | ---- | --- | --- | --- | -- | ---- |
| 2004-05† | Telemar  | 30 | 33.4 | .510 | .376 | .914 | -   | 4.2 | 2.1 | -  | 27.2 |
| 2007-08† | Flamengo | 19 | 34.5 | .603 | .388 | .864 | 5.4 | 4.9 | 2.9 | .1 | 24.4 |
| Carreira |          | 19 | 34.5 | .603 | .388 | .864 | 5.4 | 4.9 | 2.9 | .1 | 24.4 |

### Playoffs do Campeonato Nacional
| Ano      | Equipe   | PJ | MPJ  | 2P   | 3P   | LL   | RT  | AS  | BR  | TO | PPJ  |
| -------- | -------- | -- | ---- | ---- | ---- | ---- | --- | --- | --- | -- | ---- |
| 2004-05† | Telemar  | 10 | 37.0 | .558 | .404 | .956 | 4.9 | 3.3 | 2.0 | -  | 30.7 |
| 2007-08† | Flamengo | 9  | 36.4 | .500 | .460 | .898 | 7.0 | 5.2 | 1.4 | .1 | 29.9 |
| Carreira |          | 9  | 36.4 | .500 | .460 | .898 | 7.0 | 5.2 | 1.4 | .1 | 29.9 |

### Temporada regular do NBB
| Ano               | Equipe            | PJ  | MPJ  | 2P%   | 3P%  | LL%  | RT  | AS  | BR  | TO | PPJ  |
| ----------------- | ----------------- | --- | ---- | ----- | ---- | ---- | --- | --- | --- | -- | ---- |
| 2008–09†          | Flamengo          | 28  | 36.9 | .559  | .449 | .871 | 6.1 | 3.7 | 2.1 | .2 | 26.3 |
| 2009–10           | Flamengo          | 26  | 36.6 | .509  | .430 | .813 | 6.3 | 2.5 | 2.4 | .2 | 27.3 |
| 2010–11           | Flamengo          | 28  | 32.5 | .500  | .397 | .859 | 5.0 | 3.7 | 1.9 | .1 | 25.8 |
| 2011–12           | Flamengo          | 22  | 33.5 | .478  | .392 | .855 | 4.1 | 3.8 | 1.3 | .1 | 21.3 |
| 2012–13†          | Flamengo          | 1   | 12.0 | 1.000 | .000 | .000 | 2.0 | 2.0 | 1.0 | .0 | 2.0  |
| 2013–14†          | Flamengo          | 27  | 30.8 | .486  | .395 | .904 | 3.0 | 2.5 | 1.0 | .0 | 19.0 |
| 2014–15†          | Flamengo          | 25  | 23.1 | .418  | .398 | .778 | 2.0 | 2.2 | .6  | .1 | 11.4 |
| 2015–16†          | Flamengo          | 26  | 22.8 | .479  | .396 | .857 | 2.4 | 3.1 | 1.2 | .1 | 11.7 |
| Carreira          | Carreira          | 183 | 28.5 | .530  | .410 | .852 | 3.9 | 2.9 | 1.5 | .1 | 20.4 |
| Jogo das Estrelas | Jogo das Estrelas | 5   | –    | –     | –    | –    | –   | –   | –   | –  | –    |

### Playoffs do NBB
| Ano      | Equipe   | PJ | MPJ  | 2P%  | 3P%  | LL%   | RT  | AS  | BR  | TO | PPJ  |
| -------- | -------- | -- | ---- | ---- | ---- | ----- | --- | --- | --- | -- | ---- |
| 2009†    | Flamengo | 11 | 37.8 | .520 | .385 | .857  | 6.5 | 2.5 | 1.7 | .2 | 28.4 |
| 2010     | Flamengo | 12 | 36.8 | .442 | .405 | .887  | 6.0 | 3.3 | 1.1 | .2 | 23.0 |
| 2011     | Flamengo | 7  | 36.2 | .491 | .400 | .846  | 4.7 | 2.1 | 1.0 | .0 | 27.9 |
| 2012     | Flamengo | 10 | 35.4 | .475 | .284 | .852  | 3.0 | 3.5 | 1.7 | .1 | 19.1 |
| 2014†    | Flamengo | 9  | 29.1 | .343 | .309 | .767  | 3.7 | 2.6 | .9  | .1 | 12.2 |
| 2015†    | Flamengo | 9  | 19.6 | .600 | .425 | 1.000 | 1.6 | 2.0 | .9  | .0 | 7.9  |
| 2016†    | Flamengo | 13 | 23.6 | .293 | .416 | .811  | 3.3 | 3.8 | .9  | .1 | 11.5 |
| Carreira | Carreira | 71 | 31.1 | .457 | .375 | .848  | 4.1 | 2.9 | 1.2 | .1 | 18.4 |

### Euroleague
| Ano      | Equipe          | PJ | PT | MPJ  | 2P   | 3P   | LL    | RT  | AS  | BR  | TO | PPJ |
| -------- | --------------- | -- | -- | ---- | ---- | ---- | ----- | --- | --- | --- | -- | --- |
| 2006-07  | Žalgiris Kaunas | 12 | 11 | 26.3 | .395 | .263 | 1.000 | 2.9 | 1.8 | 0.9 | .2 | 7.7 |
| Carreira |                 | 12 | 11 | 26.3 | .395 | .263 | 1.000 | 2.9 | 1.8 | 0.9 | .2 | 7.7 |

## Títulos

### Seleção Brasileira
- Jogos Pan-americanos: 1999, 2003, 2007
- Copa América: 2005, 2009
- Campeonato Sul-Americano: 1999, 2003

### Flamengo
- Campeonato Mundial Interclubes: 2014
- FIBA Liga das Américas: 2014
- Liga Sul-Americana: 2009
- Campeonato Brasileiro: 2008, 2009, 2013, 2014, 2015, 2016
- Campeonato Carioca: 2007, 2008, 2009, 2010, 2011, 2012, 2013, 2014,   2015, 2016

### Žalgiris Kaunas
- Liga Lituana: 2007[21]
- Copa da Lituânia: 2007

### Unitri/Uberlândia
- Campeonato Mineiro: 2005

### Telemar/Rio de Janeiro
- Campeonato Brasileiro: 2005
- Campeonato Carioca: 2004

### Tijuca
- Campeonato Nacional – Liga B: 1997[22]

## Campanhas Em Destaque

### Seleção Brasileira
- 5° Lugar nos Jogos Olímpicos de 2012
- 6° Lugar no Campeonato Mundial de 2014

### Flamengo
- 3° Lugar na FIBA Liga das Américas: 2015
- 4° Lugar na FIBA Liga das Américas: 2016
- 2° Lugar na Liga Sul-Americana: 2008, 2010
- 3° Lugar na Liga Sul-Americana: 2012
- 2° Lugar no Campeonato Brasileiro: 2010
- 4° Lugar no  Campeonato Brasileiro: 2011, 2012

### Žalgiris Kaunas
- 2° Lugar na Liga Báltica: 2007

## Prêmios individuais

### Recordes
- Primeiro atleta Brasileiro em esportes coletivos a conquistar o tricampeonato nos Jogos Pan-Americanos[4]
- Jogador que mais vezes participou de Campeonatos Mundiais - 5 vezes[6]
- Jogador que mais vezes conquistou o Campeonato Brasileiro - 7 vezes[23]
- Recorde de Pontos em uma Final da Liga Sul-Americana (41 pontos) em 2009[24]
- Jogador com Mais pontos em um jogo no Campeonato Brasileiro (63 pontos)[5]
- Jogador com Mais Cestas de 3 Convertidas em um jogo no Campeonato Brasileiro (16 Cestas)[25]
- Jogador com Mais Cestas de 3 da Historia do NBB (926 Cestas)[26]
- Recorde de Pontos em uma Final do NBB (41 pontos) em 2010[27]
- Recorde de Cestas de 3 em uma Final do NBB (10 cestas convertidas) em 2010[27]
- Recorde de Lances livres convertidos em uma Final do NBB (17 convertidos) em 2009[27]
- Recorde de Cestas de 3 no Torneio de Três-Pontos do Jogo das Estrelas do NBB (23 Cestas)[28]
- 2° Maior Cestinha da Historia do NBB (5.460 pontos)[26]

### Honrarias
- Hall da Fama CBB[29]
- Hall de Lendas do Flamengo[19]
- Prêmio Estácio - Atleta Inspiração[30]

### Seleção Brasileira
- Copa América  MVP: 2005[31]
- Copa Tuto Marchand MVP: 2007[32]

### Flamengo
- FIBA Liga das Américas MVP: 2014
- Liga Sul-Americana MVP: 2009
- Cestinha da Liga Sul-Americana: 2009[33]
- Campeonato Nacional MVP:  2008
- NBB MVP: 2009, 2010
- Líder de pontuação do Campeonato Nacional: 2008
- Líder de pontuação do NBB: 2009, 2010, 2011, 2012
- Seleção do NBB: 2009, 2010
- Líder de eficiência do NBB: 2009, 2010, 2011
- Craque da Galera do NBB: 2009, 2010
- NBB Sexto Homem do Ano: 2016
- Jogo das Estrelas NBB: 2009, 2010, 2011, 2012, 2014, 2017, 2018
- Torneio de Três-Pontos: 2014, 2015
- Jogo das Estrelas MVP: 2010
- Campeonato Carioca MVP: 2007, 2008, 2010, 2011
- Cestinha do Campeonato Carioca: 2007, 2008, 2010

### Žalgiris Kaunas
- Liga Báltica MVP: 2007[34]
- LKL All-Star Game: 2007[35]

### Telemar/Rio de Janeiro
- Campeonato Nacional MVP:  2005
- Líder de pontuação do Campeonato Nacional: 2005
- Campeonato Carioca MVP: 2004
- Cestinha do Campeonato Carioca: 2004

### Botafogo
- Campeonato Carioca MVP: 2000